# Sławomir Kuczko
Sławomir Kuczko (Koszalin, 28 juni 1985) is een Poolse zwemmer.
Tijdens de Europese kampioenschappen kortebaanzwemmen 2005 in Triëst wist Kuczko beslag te leggen op de Europese titel op de 200 meter schoolslag. Zijn tijd van 2.07,01 was genoeg om de concurrenten Grigori Falko en Paolo Bossini voor te blijven.

## Internationale toernooien
| Jaar | Olympische Spelen   | WK langebaan                                                 | WK kortebaan                            | EK langebaan                                               | EK kortebaan                                               |
| ---- | ------------------- | ------------------------------------------------------------ | --------------------------------------- | ---------------------------------------------------------- | ---------------------------------------------------------- |
| 2003 |                     | geen deelname                                                |                                         |                                                            | 35e 100m schoolslag 29e 200m schoolslag                    |
| 2004 | geen deelname       |                                                              | geen deelname                           | geen deelname                                              | 19e 50m schoolslag · 10e 100m schoolslag · 200m schoolslag |
| 2005 |                     | 22e 100m schoolslag 5e 200m schoolslag 10e 4x100m wisselslag |                                         |                                                            | 13e 100m schoolslag · 200m schoolslag                      |
| 2006 |                     |                                                              | geen deelname                           | 40e 50m schoolslag · 21e 100m schoolslag · 200m schoolslag | 7e 100m schoolslag · 200m schoolslag                       |
| 2007 |                     | 33e 100m schoolslag 21e 100m schoolslag                      |                                         |                                                            | 37e 50m schoolslag 26e 100m schoolslag 19e 200m schoolslag |
| 2008 | geen deelname       |                                                              | geen deelname                           | 45e 100m schoolslag 15e 200m schoolslag                    | geen deelname                                              |
| 2009 |                     | 77e 50m schoolslag 66e 100m schoolslag 37e 200m schoolslag   |                                         |                                                            | 38e 100m schoolslag 17e 200m schoolslag                    |
| 2010 |                     |                                                              | 30e 100m schoolslag 22e 200m schoolslag | 26e 100m schoolslag 11e 200m schoolslag                    | geen deelname                                              |
| 2011 |                     | 24e 200m schoolslag                                          |                                         |                                                            | 26e 100m schoolslag 16e 200m schoolslag                    |
| 2012 | 21e 200m schoolslag |                                                              |                                         |                                                            |                                                            |

## Persoonlijke records
Bijgewerkt tot en met 24 mei 2009

### Kortebaan
| Afstand         | Tijd    | Datum            | Plaats   |
| --------------- | ------- | ---------------- | -------- |
| 100m schoolslag | 59,40   | 7 december 2006  | Helsinki |
| 200m schoolslag | 2.06,61 | 10 december 2006 | Helsinki |

### Langebaan
| Afstand         | Tijd    | Datum       | Plaats                  |
| --------------- | ------- | ----------- | ----------------------- |
| 100m schoolslag | 1.02,03 | 24 mei 2009 | Ostrowiec Świętokrzyski |
| 200m schoolslag | 2.11,51 | 23 mei 2009 | Ostrowiec Świętokrzyski |